# Préfecture de Dongnyeong
 (signalé en mai 2025).
Si vous disposez d'ouvrages ou d'articles de référence ou si vous connaissez des sites web de qualité traitant du thème abordé ici, merci de compléter l'article en donnant les références utiles à sa vérifiabilité et en les liant à la section « Notes et références ».
- Archive Wikiwix
- Bing
- Cairn
- DuckDuckGo
- E. Universalis
- Gallica
- Google
- G. Books
- G. News
- G. Scholar
- Persée
- Qwant
- (zh) Baidu
- (ru) Yandex
- (wd) trouver des œuvres sur Wikidata

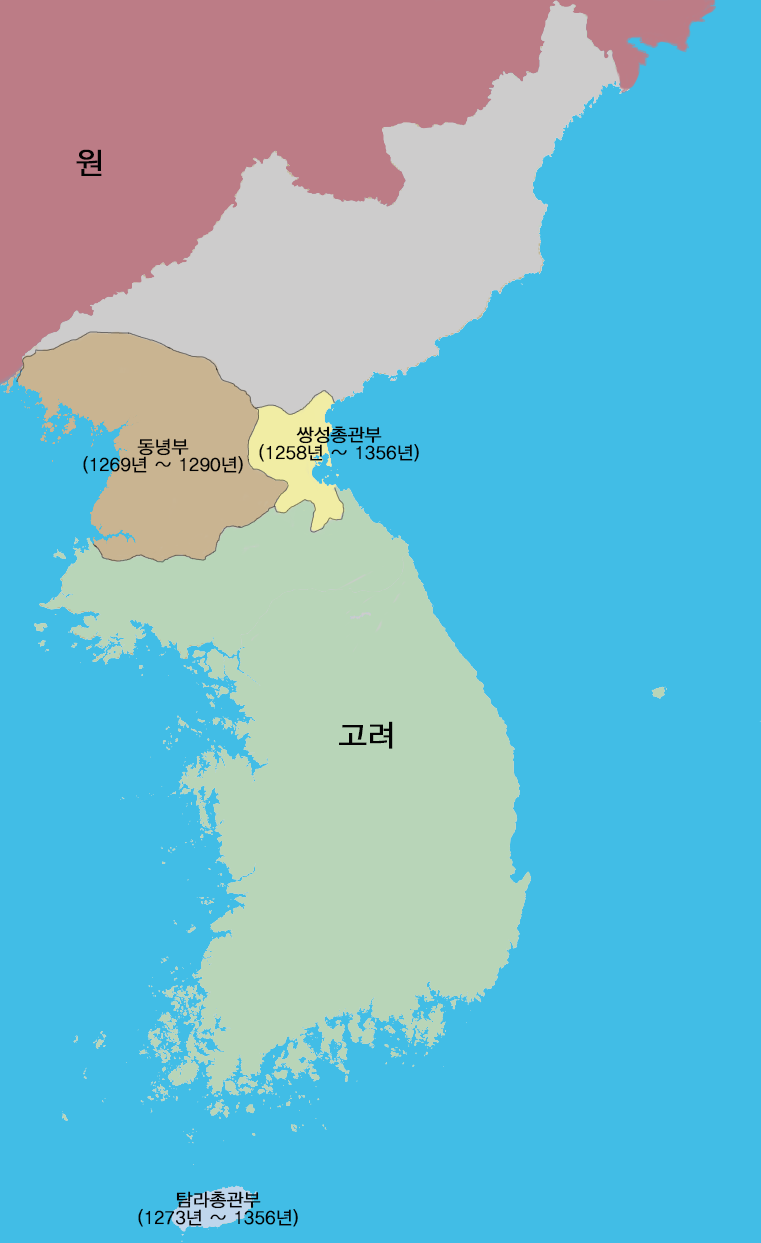
La préfecture de Dongnyeong en marron.

La préfecture de Dongnyeong (hangeul : 동녕부 ; hanja : 東寧府 ; MR : Tongnyŏng) est une subdivision de la Corée lors de son invasion puis son occupation par la dynastie Mongole de Yuan, active de 1269 à 1290. Avec la préfecture de Ssangsŏng, elle constitue la tête de pont de l'occupation Mongole.